# Oxira uniformis
Oxira uniformis là một loài bướm đêm trong họ Noctuidae.